# 乔治十字勋章
乔治十字勋章 （英語：George Cross (GC)） 是英国荣誉制度设置的第二高奖。它的授予条件是“最伟大英雄主义的行为或在极端危险的情况下最显著的勇气”， 不在敌人面前，不在英国武装部队和英国平民面前。 自颁布以来，已经允许追授奖项。它也授予以前的英联邦国家，其中大部分国家已经建立了自己的荣誉体系，不再推崇英国的荣誉。它可以授予任何军衔的军人和平民，包括警察，紧急服务人员和商船海员。许多奖项都是由英國君主亲自向两位获奖者颁发的。颁发活动通常在白金汉宫举行。.

## 创建历史
乔治勋章 于1940年9月24日由乔治六世创立 此时正是闪电战的盛行时期, 更多的是要奖励许多平民的勇气，当时对平民开放的奖项并不适合应对新形势，因此决定将乔治十字勋章和乔治勋章授予面对敌方行动的平民英勇和更普遍的勇敢行为。
国王宣布新的奖项致辞：
为了使它们能够及时得到承认，我决定立即为各阶层平民生活中的男女创造新的荣誉标志。我建议以我的名字命名，这个新勋章将区分为维多利亚十字勋章下一位的"乔治十字勋章"和范围更广泛的"乔治奖章"。
勋章由珀西·梅特卡夫设计。1941年9月24日的GC（和GM的批准令）一起于1941年1月31日在倫敦憲報上发表。
国王在发表新声明时说，它将排在维多利亚十字勋章旁边。这是戴尔勋章的第二位，远远高于当时现有的勇敢奖项，当时最高的奖项是阿尔伯特奖章（AM）这是一项限于拯救海上和陆地生活的两等奖，而最低的是单一的等级，但不受限制的帝国盖洛特奖章（EGM）。在替代英国奖章史上前所未有的奖项时，他们被指示将其徽章换成GC。[  1971年，幸存的阿尔伯特勋章和爱德华勋章（EM）的获得者成为乔治十字勋章受勋者，但与特殊徽章交换勋章不同，他们可以选择保留原始徽章。在阿尔伯特奖章的64名持有者和有资格交换爱德华奖章的68名持有者中，分别有49名和59名持有者可以选择。

## 授予
授予""乔治十字勋章""为了承认：
在极端危险的情况下，最伟大的英雄主义行为或最显着的勇气。
该勋章是针对平民的，也同样适用于军事人员，他们的行动一般不会有资格获得军事奖励，例如勇敢而不是面对敌人。权威声明：
十字勋章主要用于奖励平民和军事人员，通常不授予纯军事荣誉的行为。
十字勋章应佩戴在受勋者的左胸上，身上挂着一条宽约一英寸宽深蓝色的带子，它应该在维多利亚十字勋章后面佩戴，并在所有英国骑士勋章的徽章前面佩戴。
尽管还没有获奖，受勋者有权使用名称后缀GC。 与维多利亚十字勋章一样，这两个英勇勋章的独特之处在于，无论是脱下制服或偶尔单独佩戴奖章缎带，十字勋章的微型复制品都贴在缎带的中央。
所有获得个人GC奖项均在“伦敦公报”上发布

## 乔治十字委员会
在内阁办公室的乔治十字委员会评选军事和平民的英勇事例。 委员会没有正式的职权范围。

## 受勋者
自1940年成立以来，G.C.勋章頒予394名男性、12名女性，以及马耳他岛、皇家阿爾斯特警察（RUC）和英國的國民保健署(NHS)，合共颁发409次。已有245次交换奖励，112次获得Emplan Gallantry奖章获得者，65名获得阿尔伯特奖章，68名获得爱德华奖章获得者。 在获得个人奖项的161人中，86死后获奖。此外，还有四位追授帝国高级勋章的追授者，他们的奖项在第二次世界大战开始后在宪报上公布，并且他们的奖项也被换成了GC勋章。所有的交换获得勋章的受勋者都要在截止日期之前交换勋章。

### 集体奖项

The 马耳他国旗 displays its George Cross

根据主权国家的明确指示，乔治十字勋章已被授予马耳他岛和皇家阿爾斯特警察（RUC）。

#### 马耳他

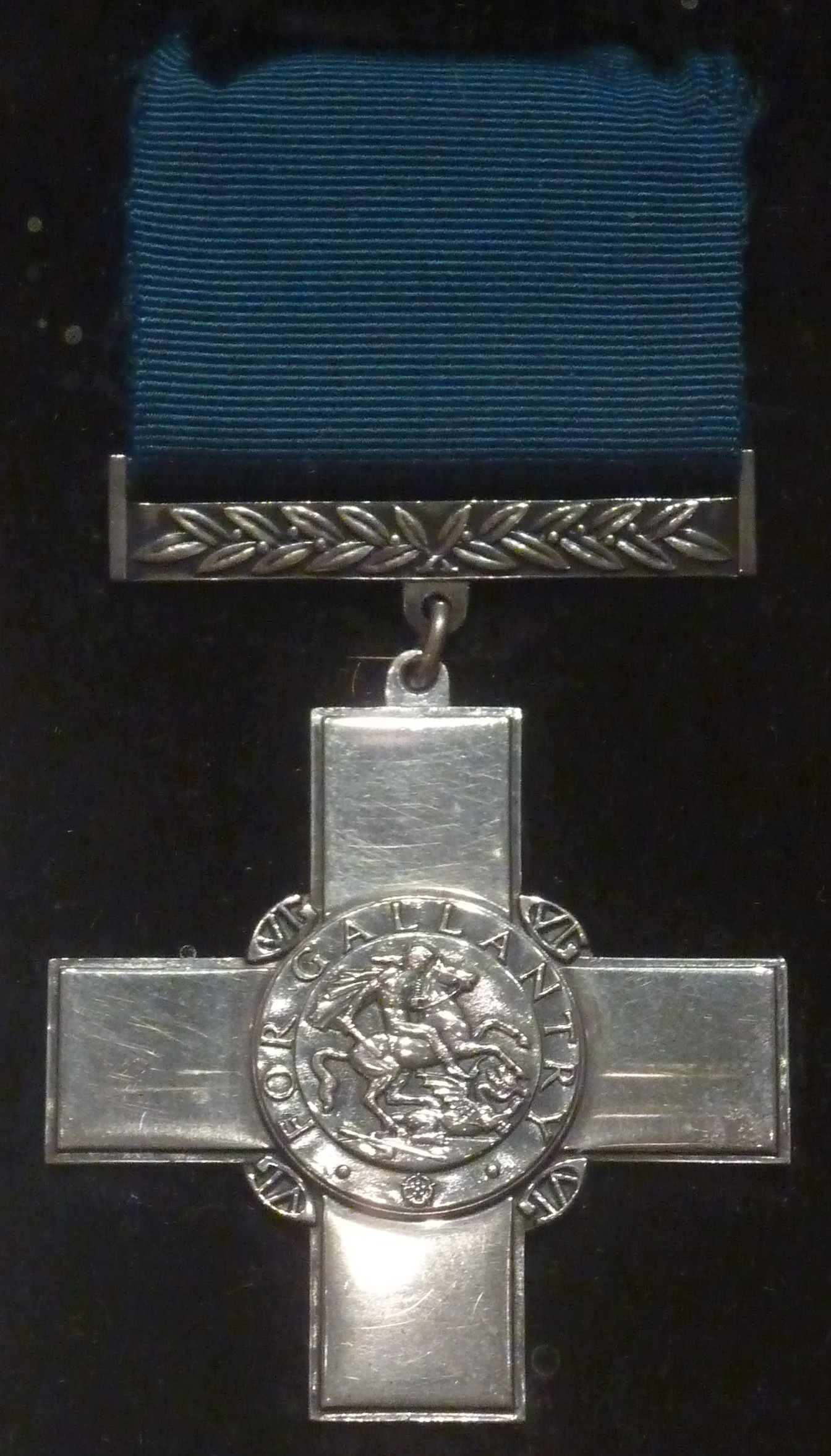
The George Cross awarded to Malta (National War Museum, Malta)

乔治十字勋章于1942年4月15日在国王乔治六世给岛上总督中将William Dobbie的信中授予给马耳他岛：
为了纪念勇敢者，我将乔治十字勋章授予马耳他岛屿要塞，以见证一段历史上久负盛名的英雄气概和奉献精神。
总督回答:
因为上帝的帮助马耳他不会变弱，而且会持续直到胜利。
十字勋章以及关于十字勋章的信息今天在聖埃爾莫要塞 瓦莱塔的戰爭博物館中找到。 马耳他人民在持续的敌方空袭和海军封锁之下挨着饥饿宁死不屈的精神，赢得了英国和其他盟国的广泛赞赏。 一些历史学家认为，这个奖项实际上是宣传的姿态，以证明英国为防止马耳他投降而遭受的巨大损失，正如新加坡在新加坡戰役中所做的那样。
1943年开始，乔治十字图被纳入马耳他国旗，并在1964年该国独立时通过保持在现行国旗上。

#### 皇家阿爾斯特警察
乔治十字勋章于1999年被英女王伊丽莎白二世根据政府所给的建议授予皇家阿爾斯特警察(RUC) 。女王在唐郡的希尔斯伯勒城堡向该组织授予了乔治十字勋章。白金汉宫于1999年11月23日发表的引文指出：
过去30年来，皇家阿尔斯特警队一直是残酷的恐怖主义活动的主要目标和防卫恐怖主义活动的壁垒。警队在保护社区双方免受危险方面遭受重创--302名警察在执勤时被杀，另有数千人受伤，其中许多人严重受伤。许多官员被他们自己的社区排斥，其他人被迫离开家园面对他们及其家人的威胁。随着北爱尔兰在政治发展方面达到一个转折点，这个奖项就是为了承认所有在皇家阿尔斯特警察局任职的人员的集体勇气和奉献精神，并且已经接受了这给他们带来的危险和压力的家人。
两年后的2001年11月4日，由于彭定康报告，皇家阿爾斯特警察被所北爱尔兰警察局取代。

### 对英联邦公民的奖励

#### 加拿大
已经有10个GC被授予加拿大人，包括那些被GC取代的奖项。 受勋者包括九名男子和一名女子。 加拿大君主不再授予加拿大人GC，而是颁发英勇十字勳章给加拿大人。

#### 澳大利亚

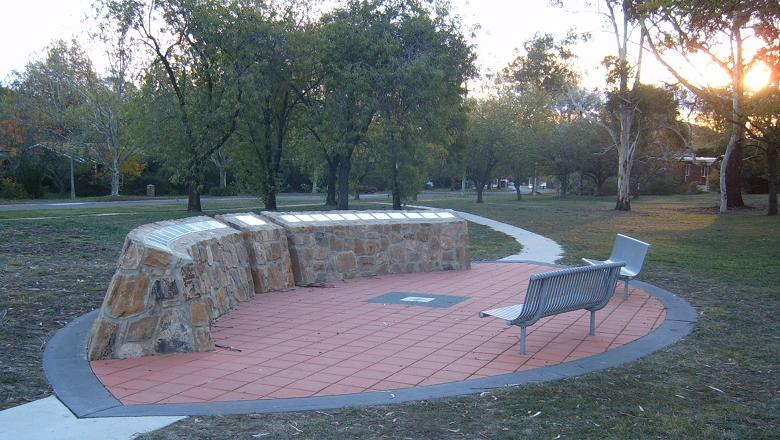
Memorial to Australian recipients, George Cross Park, Canberra

乔治十字勋章被授予22个澳大利亚人，11个澳大利亚军人和11个平民。它是繼英国維多利亞十字勳章和澳大利亚维多利亚十字勋章后澳大利亚荣誉制度的最高装饰。虽然澳大利亚在1975年在澳大利亚荣誉制度内建立了英勇十字勳章，"表彰在极端危险的情况下最显著的勇气"，直到1992年，澳大利亚才正式停止推荐英国荣誉。在1975年至1992年期间，在1978年颁发了最后一个乔治十字勋章给澳大利亚人。
在22个奖项中，14个是直接奖项，8个是Empire Gallantry奖章（两个）和Albert Medal（六个）奖项。 澳大利亚皇家海军储备志愿人员的官员获得了四个奖项，他们在第二次世界大战期间担任极其危险的排雷工作的角色。两个战俘在不畏畏惧的情况下忍受着可怕的苦难，并与Horace William Madden一起展示了不同的勇气，1951年在韩国被捕，在帮助同胞囚犯的同时死于贫困，最后由他的俘虏执行Lionel Colin Matthews上尉在第二次世界大战中在英属北婆罗洲建立抵抗网络。1976年在维多利亚州警察局墨尔本的警官Michael Kenneth Pratt于1976年6月逮捕两名武装银行劫匪。
澳大利亚乔治十字勋章授勋活动创办者澳洲總督威廉·迪恩爵士在2001年4月4日位于澳洲首都領地堪培拉的乔治十字纪念公园举办。

## 年金
维多利亚十字会或乔治十字会的会员有权获得年金，金额由授予的政府决定 自2015年起，英国政府每年支付的年金为一万英镑（页面存档备份，存于）。在加拿大根据“英勇大奖颁奖令”，加拿大武裝部隊的成员，或在1949年3月31日之前加入英国军队，而在加拿大或纽芬兰居住的人，每年可获三千加拿大元。 自20世纪40年代以来，澳大利亚政府一直负责支付维多利亚十字勋章和乔治十字勋章的年金。包括澳大利亚维多利亚十字勋章和英国维多利亚十字勋章在内的维多利亚十字勋章包含在"退伍军人权利法案"第103条中，目前每年为4447澳大利亚元。虽然没有法定文件规定乔治十字勋章的年金，但澳大利亚十字勋章和乔治十字勋章的年金都与维多利亚十字勋章支付金额一样。

## 限制使用
自1943年起，根据乔治十字（限制使用）条例，未经马耳他总理授权，禁止在马耳他将“乔治十字”字样或其模仿形状用于的贸易或商业目的。

## 小说里的乔治十字勋章
虚构的侦探督察威廉E.“杰克”弗罗斯特在R. D. Wingfield是乔治十字的授勋者，这有时会成为一个阴谋元素，让他摆脱那些本来会让他陷入困境的行动。
查尔斯（卡尔，格拉夫冯）丹尼姆是杰弗里家庭1960年惊悚片《阴影中的守望者》》中的主角，他在第二次世界大战期间进行间谍活动而被授予乔治十字勋章，其中包括作为盖世太保官员的秘密服务）在布痕瓦尔德集中营。他以“人不玷污装饰”为由拒绝接受奖励。

## 备注
1. ↑  . 倫敦憲報 (Supplement). 16 July 2021.
2. ↑  . 倫敦憲報 (Supplement). 17 March 2003.
3. ↑  Clause five of the George Cross gazette
4. ↑  The phrase "in the presence of the enemy" was inserted into the Victoria Cross Warrant in 1881 and continues in the present warrant but is often misquoted as "in the face of the enemy".
5. ↑  Mussell, J.W. (Editor), (2016), Medal Yearbook 2017, (Token Publishing Ltd: Devon)
6. ↑  British Gallantry Medals, p. 138
7. 1 2  .   [2018-03-20]. （原始内容存档于2011-05-14）.
8. ↑  . 倫敦憲報. 31 January 1941.
9. ↑  British Gallantry Awards by P E Abbott and J M A Tamplin list two AM in Gold awards between 1920 and 1939, p. 22. There were 130 EGM awards between 1922 and 1940, p. 242
10. 1 2  George Cross Database. （页面存档备份，存于） Retrieved on 12 September 2007.
11. ↑  London Gazette, No. 35060 – Warrant, Fifth clause
12. ↑  . 倫敦憲報. 31 January 1941. secondly
13. ↑  . 倫敦憲報. 31 January 1941. seventhly
14. ↑  London Gazette, No. 35060 – Warrant, Eighth clause
15. ↑  One miniature replica signifying a single award. In the event of a second award of the GC (the award of a medal bar（英语：medal bar）), a second replica would be worn on the ribbon, and so on for further awards. . 倫敦憲報. 31 January 1941. eighthly
16. ↑  The awards to Malta and the RUC were not gazetted. The Exchange awards are not gazetted although the original EGM, AM and EM announcements were gazetted.
17. 1 2  Template:Whatdotheyknow.com
18. ↑  Kevin Brazier. The complete George Cross, Pen & Sword, 2012, ISBN 978-1-84884-287-8
19. ↑  . BBC. 18 March 2010  [18 March 2010]. （原始内容存档于2019-07-16）.
20. ↑  Grove, Dr Eric. . BBC. 17 February 2011  [15 April 2007]. （原始内容存档于2018-04-05）.
21. ↑  Turner, John Frayn. . Awards of the George Cross 1940–2009 2 (Pen & Sword Books Ltd). 2010: 165  [24 February 2015]. ISBN 978-1-84884-200-7.
22. ↑  . BBC News. 4 November 2001  [24 February 2015]. （原始内容存档于2017-08-28）.
23. ↑  . 倫敦憲報 (Supplement). 11 June 1965. – Warrant, Fourteenth clause
24. ↑  .   [2018-03-20]. （原始内容存档于2019-04-07）.